# Ryszard Czarny
Ryszard Michał Czarny (ur. 13 sierpnia 1949 w Skoraszewicach) – polski nauczyciel akademicki, polityk i dyplomata, profesor nauk humanistycznych. W latach 1993–1997 senator, a w latach 1993–1995 wicemarszałek Senatu III kadencji, w latach 1995–1996 minister edukacji narodowej.

## Życiorys
Studiował na Uniwersytecie Jagiellońskim socjologię, historię sztuki, nauki polityczne i prawo, kończąc ostatni z tych kierunków. Doktoryzował się na UJ pod kierunkiem Erharda Cziomera. W 1988 uzyskał na Uniwersytecie w Greifswaldzie stopień doktora habilitowanego ze specjalnością w zakresie współczesnych politycznych i ekonomicznych stosunków międzynarodowych, a rok później w zakresie organizacji i zarządzania. Pracował jako wykładowca Wyższej Szkoły Pedagogicznej w Kielcach, m.in. pełnił funkcję dziekana Wydziału Zarządzania i Administracji (1992–1996). Był także profesorem nadzwyczajnym białostockiej filii Wydziału Prawa Uniwersytetu Warszawskiego. 16 listopada 2004 otrzymał tytuł naukowy profesora nauk humanistycznych.
Przed 1990 należał do Polskiej Zjednoczonej Partii Robotniczej, był I sekretarzem na WSP. W latach 1993–1997 zasiadał w Senacie III kadencji z ramienia Sojuszu Lewicy Demokratycznej, reprezentując województwo kieleckie. Od października 1993 do marca 1995 był wicemarszałkiem Senatu. Objął następnie funkcję ministra edukacji narodowej w rządzie Józefa Oleksego (1995–1996). W Senacie był także członkiem Komisji Nauki i Edukacji Narodowej oraz Komisji Spraw Zagranicznych i Międzynarodowych Stosunków Gospodarczych.
Złożył mandat kilka miesięcy przed końcem kadencji, obejmując urząd ambasadora RP w Szwecji. W 2001 wrócił do Polski, pracował w Ministerstwie Spraw Zagranicznych. Od 17 sierpnia 2005 do 28 lutego 2007 był ambasadorem w Norwegii, akredytowanym także w Islandii. Pracował następnie jako wykładowca w Instytucie Nauk Politycznych i Stosunków Międzynarodowych Uniwersytetu Jagiellońskiego, następnie został profesorem nadzwyczajnym na Uniwersytecie Jana Kochanowskiego w Kielcach, gdzie objął kierownictwo Katedry Krajów Europy Północnej. W 2011 został członkiem Komitetu Nauk Politycznych Polskiej Akademii Nauk.
Opublikował m.in. Regionalizm w stosunkach międzynarodowych 1945–1975. Aspekty polityczne i prawne (1980), Regionalizm w systemie Organizacji Narodów Zjednoczonych (1985).

## Życie prywatne
Żonaty z Alicją, sędzią, przez pewien czas wiceprezesem Sądu Okręgowego w Kielcach. Ma syna Leszka i córkę Martę.